# Shining Wisdom
Shining Wisdom (シャイニング・ウィズダム) est un action-RPG sorti sur Saturn en 1995 au Japon et en 1996 aux États-Unis et en Europe. Ce jeu a été développé par Sonic! Software Planning et publié par Sega. Il fait partie de la série Shining.